# Djupträsket (Jörns socken, Västerbotten)
Djupträsket är en sjö i Skellefteå kommun i Västerbotten och ingår i Kågeälvens huvudavrinningsområde. Sjön har en area på 0,717 kvadratkilometer och ligger 318 meter över havet. Sjön avvattnas av vattendraget Kågeälven.

## Delavrinningsområde
Djupträsket ingår i det delavrinningsområde (724330-169611) som SMHI kallar för Ovan 724003-169984. Medelhöjden är 316 meter över havet och ytan är 26,36 kvadratkilometer. Det finns inga avrinningsområden uppströms utan avrinningsområdet är högsta punkten. Avrinningsområdets utflöde Kågeälven mynnar i havet. Avrinningsområdet består mestadels av skog (58 procent) och sankmarker (33 procent). Avrinningsområdet har 1,01 kvadratkilometer vattenytor vilket ger det en sjöprocent på 3,8 procent.